# Thelonious Himself
Thelonious Himself è un album in studio del pianista e compositore statunitense Thelonious Monk, pubblicato nel 1957.

## Tracce
Side 1
1. April in Paris
2. Ghost of a Chance
3. Functional [Take 2]
4. I'm Getting Sentimental Over You

Side 2
1. I Should Care
2. 'Round Midnight
3. All Alone
4. Monk's Mood (featuring John Coltrane & Wilbur Ware)